# Gunnera commutata
Gunnera commutata är en gunneraväxtart som beskrevs av Carl Ludwig von Blume. Gunnera commutata ingår i släktet gunneror, och familjen gunneraväxter. Inga underarter finns listade.